# Bernhard Zimmermann
Bernhard Zimmermann (* 15. února 2002) je rakouský fotbalista, který hraje jako útočník za First Vienna FC 1894.

## Klubová kariéra
Za Rapid Vídeň debutoval dne 27. února 2022 proti WSG Tirol. Dne 6. března 2022 vstřelil dva góly Austrii Klagenfurt.
Dne 4. března 2022 prodloužil smlouvu s Rapidem Vídeň do roku 2025.
Dne 16. června 2023 byl poslán na sezónní hostování do Wolfsberger AC.
Dne 22. ledna 2025 podepsal Zimmerman smlouvu na dva a půl roku s First Vienna FC 1894.